# Graf dwudzielny

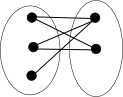
Przykładowy graf dwudzielny

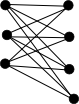
Pełny graf dwudzielny

Graf dwudzielny – graf, którego zbiór wierzchołków można podzielić na dwa rozłączne zbiory tak, że krawędzie nie łączą wierzchołków tego samego zbioru. Równoważnie: graf, który nie zawiera cykli nieparzystej długości. Jeśli pomiędzy wszystkimi parami wierzchołków należących do różnych zbiorów istnieje krawędź, graf taki nazywamy pełnym grafem dwudzielnym lub kliką dwudzielną i oznaczamy {\displaystyle K_{n,m}} gdzie {\displaystyle n} i {\displaystyle m} oznaczają liczności zbiorów wierzchołków.
Pojęcie można uogólnić na trzy (graf trójdzielny) i więcej zbiorów.

## Definicja formalna
Grafem dwudzielnym nazywamy trójkę {\displaystyle G(U,V,E)} gdzie:
{\displaystyle U=\{u_{1},u_{2},\dots ,u_{n}\},}
{\displaystyle V=\{v_{1},v_{2},\dots ,v_{m}\}}
oraz
{\displaystyle E\ \subseteq \ U\ \times \ V.}
{\displaystyle U} i {\displaystyle V} są zbiorami wierzchołków, {\displaystyle E} to zbiór krawędzi.

## Warunki wystarczające dla grafu hamiltonowskiego
Sformułowane zostało twierdzenie, które pozwala określić, czy graf dwudzielny jest grafem hamiltonowskim.

### Treść twierdzenia
Niech {\displaystyle G} będzie grafem dwudzielnym i niech:
{\displaystyle V(G)=V_{1}\cup V_{2}}
będzie podziałem wierzchołków {\displaystyle G.}
Jeśli {\displaystyle G} ma cykl Hamiltona, to:
{\displaystyle |V_{1}|=|V_{2}|.}
Jeśli {\displaystyle G} ma ścieżkę Hamiltona, to wartości {\displaystyle |V_{1}|} i {\displaystyle |V_{2}|} różnią się co najwyżej o 1.
Dla pełnych grafów dwudzielnych zachodzi też implikacja w lewo, tj. jeśli:
{\displaystyle |V_{1}|=|V_{2}|,}
to {\displaystyle G} ma cykl Hamiltona.
Jeśli {\displaystyle |V_{1}|} i {\displaystyle |V_{2}|} różnią się co najwyżej o 1, to {\displaystyle G} ma ścieżkę Hamiltona.

### Dowód
Niech {\displaystyle n} oznacza ilość wierzchołków grafu {\displaystyle G.}
- Cykl Hamiltona możemy wyznaczyć, biorąc na przemian wierzchołki leżące w zbiorach {\displaystyle V_{1}} i {\displaystyle V_{2}.} Jeśli:

{\displaystyle v_{1},v_{2},\dots ,v_{n},v_{1}}
wyznacza drogę zamkniętą przechodzącą dokładnie raz przez każdy wierzchołek, to
{\displaystyle v_{1},v_{3},v_{5},\dots }
muszą należeć do jednego ze zbiorów podziału, bez straty ogólności załóżmy, że należą one do {\displaystyle V_{1}.} Ponieważ istnieje krawędź {\displaystyle \{v_{n},v_{1}\},} liczba {\displaystyle n} musi być parzysta, a więc wszystkie wierzchołki {\displaystyle v_{2},v_{4},\dots ,v_{n}} należą do {\displaystyle V_{2},} z czego wynika, że:
{\displaystyle |V_{1}|=|V_{2}|.}
W przypadku ścieżki Hamiltona można zastosować podobne wyszukiwanie, zakończyć je na wierzchołku {\displaystyle v_{n}.} W przypadku, gdy {\displaystyle n} nie jest parzyste, jeden ze zbiorów ma jeden dodatkowy wierzchołek.
Załóżmy {\displaystyle G} jest pełnym grafem dwudzielnym, tj.:
{\displaystyle G=K_{|V_{1}|,|v_{2}|}.}
Jeżeli:
{\displaystyle |V_{1}|=|V_{2}|,}
to dla każdego „przemiennego” indeksowania wierzchołków {\displaystyle v_{1},v_{2},\dots ,v_{n},v_{1}} wyznacza cykl Hamiltona w {\displaystyle G.} Gdy jeden z podziałów, np. {\displaystyle V_{1}} jest mniejszy wystarczy wyjść z niego przez {\displaystyle \{v_{|V_{1}|},v_{|V_{2}|}\}.}

## Sprawdzenie dwudzielności
Aby przekonać się, czy dany graf jest dwudzielny, wystarczy użyć algorytmu przeszukiwania grafu (BFS lub DFS) i kolorować wierzchołki (początkowo o kolorze neutralnym) na dwa kolory tak, aby przechodzony wierzchołek miał kolor przeciwny względem poprzednika. Jeśli natrafimy na dwa wierzchołki o tym samym kolorze połączone krawędzią, to graf nie jest dwudzielny. W przeciwnym wypadku graf jest dwudzielny, podział zbioru wierzchołków na rozłączne podzbiory wyznaczają ich kolory.